# Jean-Michel Hua
 (juin 2023).
Si vous disposez d'ouvrages ou d'articles de référence ou si vous connaissez des sites web de qualité traitant du thème abordé ici, merci de compléter l'article en donnant les références utiles à sa vérifiabilité et en les liant à la section « Notes et références ».
Pour les articles homonymes, voir Hua.
Jean-Michel Hua est un scénariste, acteur et réalisateur français né le 21 novembre 1971 à Marseille.

## Biographie
Il commence sa carrière professionnelle dans les Fusions & Acquisitions de grandes banques anglo-saxonnes à New York, puis à Londres. Il revient ensuite travailler à Paris auprès de Jacques Attali avant d'entamer une carrière dans la publicité. C'est à ce moment-là qu'il entre au cours Florent où il rencontre Charlotte Creyx (Amandine). Avec quelques amis, il crée une des premières web séries, consacrée au monde très fermé de la haute finance et des grands cabinets de conseil : Brother and Brother.
Repéré après un article publié par Le Parisien, les Brother & Brother passent de l'Internet à la télé, sur Canal+. Jean-Michel Hua y adaptera sa série internet, écrit de nouveaux épisodes. Il conçoit ensuite une nouvelle série parodique, 8 heures cono, qui caricature la saison 6 de 24 heures chrono. Enfin, il conçoit un troisième programme, Sévices publics, satire de la relation passionnelle que les Français entretiennent avec le service public : fonctionnaire, politique et usager y sont tour à tour l'objet de moqueries bienveillantes.
Il forme les Brother & Brother avec: Juliette Cousin, Charlotte Creyx, Vincent Passa, Ghislain Pironneau.
Il tourne, NOX, son premier court métrage avec Michael Lonsdale dans le rôle principal. Ce film traite de la maladie mentale. En 2019, en hébergement à la résidence d'auteurs le Groupe Ouest, il écrit un scénario de long métrage  inspiré de l'histoire vraie d'un clandestin vivant en France. Le scénario a obtenu l'aide à l'écriture du CNC à l'automne 2018 sous le titre de ''Contreparties''.
Passionné depuis longtemps par le travail mental, l’hypnothérapie et la méditation, Jean-Michel a rencontré Jean Doridot dans le fauteuil du patient. Dans le monde de la production, où tout se fait à pleine vitesse et sans arrêt, la méditation constitue pour lui un moment suspendu, de prise de recul, et le moyen privilégié pour se réapproprier la vie au quotidien. C’est donc naturellement que l’aventure de Zenfie l’a immédiatement enthousiasmé.
Jean-Michel HUA a créé son agence de communication et de production audiovisuelle, 181 degrés, spécialisée dans l'accompagnement stratégique et créatif des entreprises en forte croissance et qui couvre les besoins du conseil stratégique, créatif et de production audiovisuelle.